# 환상의 듀엣
《환상의 듀엣》(영어: Two of a Kind)은 미국에서 제작된 존 허츠펠드 감독의 1983년 로맨틱 판타지 범죄 코미디 드라마 영화이다. 존 트러볼타, 올리비아 뉴턴존 등이 출연하였고, 로저 M. 로스틴 등이 제작에 참여하였다.

## 출연
- 존 트러볼타
- 올리비아 뉴턴존
- 찰스 더닝
- 올리버 리드
- 비어트리스 스트레이트
- 스캣맨 크로더스
- 리처드 브라이트
- 어니 허드슨
- 잭 키호
- 로버트 코스탠조
- 카스툴로 게라
- 찰스 핼러핸
- 진 해크먼

## 기타 제작진
- 협력 제작: 미셸 퍼넬리
- 미술: 앨버트 브레너
- 의상: 토머스 브론슨